# جيفري أريند
جيفري أريند (بالإنجليزية: Geoffrey Arend)‏ مواليد 28 فبراير 1978 في مانهاتن، هو ممثل أمريكي بدأ مسيرته الفنية عام 1997.

## الأعمال
- 500 يوم مع سمر
- ديفل
- القانون والنظام: الوحدة الخاصة للضحايا
- غريز أناتومي
- غراند ثفت أوتو: سان أندرياس
- سرقة السيارات الكبرى 4
- سوبر تروبرس

## وصلات خارجية
- جيفري أريند على موقع IMDb (الإنجليزية)
- جيفري أريند على موقع ألو سيني (الفرنسية)
- جيفري أريند على موقع أول موفي (الإنجليزية)
- جيفري أريند على موقع قاعدة بيانات الأفلام السويدية (السويدية)
- جيفري أريند على موقع إن إن دي بي (الإنجليزية)
- جيفري أريند على موقع قاعدة بيانات الفيلم (الإنجليزية)
- جيفري أريند على موقع كينوبويسك (الروسية)